# Dysalotosaurus
Dysalotosaurus – rodzaj ornitopoda z kladu Iguanodontia i rodziny Dryosauridae, żyjącego w późnej jurze na terenach dzisiejszej Afryki. Obejmuje jeden gatunek, D. lettowvorbecki; jego nazwa pojawiła się już w 1919 roku w jednej z publikacji Hansa Virchowa, lecz gatunek formalnie został opisany dopiero w 1920 r. przez Josefa Pompeckja. Wszystkie znane skamieniałości Dysalotosaurus zostały odkryte w latach 1910–1913 przez niemieckich paleontologów na obszarze jednego kamieniołomu (Ig/WJ) położonego ok. 2,5 km na północny zachód od miejscowości Tendaguru w Tanzanii, w osadach kimerydu. Wszystkie skamieniałości pochodzą z dwóch wielkich, blisko położonych skupisk kości; pochodzący z nich materiał kopalny D. lettowvorbecki oznaczono ponad czternastoma tysiącami numerów katalogowych. Zdecydowana większość odkrytych wówczas skamieniałości Dysalotosaurus to pojedyncze kości, ale udało się też odkryć pewną liczbę bardziej kompletnych i częściowo artykułowanych szkieletów. W kamieniołomie Ig/WJ odkryto również skamieniałości dinozaurów z rodzajów Elaphrosaurus i Kentrosaurus, co najmniej jednego, a może dwóch gatunków zauropodów i być może także drugiego taksonu z grupy teropodów, a ponadto skamieniałości pterozaurów, krokodylomorfów, lepidozaurów, płazów i trzech gatunków ssaków (Tendagurutherium dietrichi, Tendagurodon janenschi i Allostaffia aenigmatica); tym niemniej zdecydowaną większość skamieniałości odkrytych w tym kamieniołomie stanowią właśnie kości Dysalotosaurus. Duża część kości D. lettowvorbecki, w tym większość artykułowanych szkieletów zbadanych przez Pompeckja, została zniszczona w wyniku alianckich nalotów na Niemcy w czasie II wojny światowej lub zaginęła w czasie wojny; jedynymi źródłami informacji o tym materiale kopalnym są szkice zrobione przed jego zniszczeniem oraz publikacja Wernera Janenscha z 1955 r. Z okazów, które zachowały się do dziś, tylko u jednego (oznaczonego dy I) zachowało się ok. 50% szkieletu.

## Klasyfikacja
Peter Galton (1977), porównując skamieniałości Dysalotosaurus lettowvorbecki z kośćmi północnoamerykańskiego Dryosaurus altus, stwierdził, że podobieństwa między nimi są na tyle duże, że nie jest uzasadnione zaliczane ich do odrębnych rodzajów. Według Galtona główną różnicą w budowie czaszek D. altus i D. lettowvorbecki jest bardziej wydłużona kość nadoczodołowa u D. altus; inne różnice między czaszkami obu gatunków jego zdaniem wynikają z uszkodzenia zachowanej czaszki D. altus. Galton stwierdził też, że niektórym cechami budowy czaszki (np. kształtem szwu położonego przed i poniżej oczodołu) D. altus i D. lettowvorbecki różnią się mniej, niż różne osobniki z gatunku Hypsilophodon foxii między sobą. Ostatecznie Galton uznał Dysalotosaurus za młodszy synonim Dryosaurus; jednak utrzymał D. lettowvorbecki jako odrębny gatunek w obrębie rodzaju Dryosaurus. W późniejszej publikacji Galton stwierdził nawet, że gdyby skamieniałości D. lettowvorbecki odkryto na tym samym kontynencie i w tych samych osadach, co skamieniałości D. altus, zostałyby one uznane za kości przedstawicieli tego drugiego gatunku. Za Galtonem także i późniejsi autorzy generalnie zaliczali D. lettowvorbecki do rodzaju Dryosaurus. Wynikającą z takiej klasyfikacji obecność przedstawicieli rodzaju Dryosaurus zarówno w osadach amerykańskiej formacji Morrison jak i w Tendaguru Galton interpretował jako dowód na podobieństwo faun dinozaurów zasiedlających w późnej jurze obszary dzisiejszej Ameryki Północnej i wschodniej Afryki oraz na istnienie w tym okresie pomostu lądowego między Laurazją a Gondwaną.
Dryosaurus i Dysalotosaurus zostały uwzględnione w analizie kladystycznej przeprowadzonej przez Varricchio i współpracowników (2007); według tej analizy rodzaje te były taksonami siostrzanymi. Analiza ta potwierdziła, że zarówno D. altus, jak i D. lettowvorbecki należały do monofiletycznej rodziny Dryosauridae. Rauhut i Lopez-Arbarello (2008) uznali przynależność Dysalotosaurus lettowvorbecki do rodzaju Dryosaurus za niedostatecznie udowodnioną. Autorzy zwrócili uwagę, że do 2008 r. nie przeprowadzono żadnej analizy kladystycznej z uwzględnieniem zarówno D. altus, jak i D. lettowvorbecki oraz innych domniemanych przedstawicieli Dryosauridae; taka analiza mogłaby potwierdzić, że wymienione dwa gatunki rzeczywiście są bliżej spokrewnione ze sobą nawzajem niż z innymi przedstawicielami Dryosauridae. Większą liczbę przedstawicieli Dryosauridae uwzględnili w swojej analizie kladystycznej McDonald, Barrett i Chapman (2010). Również z tej analizy wynika przynależność Dryosaurus i Dysalotosaurus do monofiletycznych Dryosauridae; jednak według tej analizy rodzaje te nie są taksonami siostrzanymi, lecz pozostają w nierozwikłanej politomii z rodzajami Callovosaurus i Kangnasaurus oraz z kladem obejmującym rodzaje Elrhazosaurus i Valdosaurus. Nie ma zatem podstaw do uznawania Dryosaurus altus i Dysalotosaurus lettowvorbecki za gatunki należące do tego samego rodzaju. Z późniejszej analizy kladystycznej przeprowadzonej przez Barretta i współpracowników (2011) wynika, że Dysalotosaurus był taksonem siostrzanym do kladu tworzonego przez rodzaje Elrhazosaurus i Valdosaurus. Dodatkowo według Hübnera (2011) różnice anatomiczne między Dryosaurus i Dysalotosaurus są liczniejsze, niż to zakładał Galton; oba rodzaje różni wiele cech budowy zarówno czaszki (m.in. różnice w kształcie kości czołowej, łzowej i przedoczołowej oraz okna przedoczodołowego i dolnego okna skroniowego) jak i szkieletu pozaczaszkowego (m.in. różnice w budowie kości udowej, stępu, śródstopia, obu końców kości ramiennej i końca bliższego kości strzałkowej). Zdaniem Hübnera różnice w budowie szkieletów Dryosaurus i Dysalotosaurus są liczniejsze, niż różnice anatomiczne występujące pomiędzy szkieletami pozaczaszkowymi wielu rodzajów późnokredowych hadrozaurów, co dodatkowo uzasadnia uznanie ich za odrębne rodzaje.

## Budowa

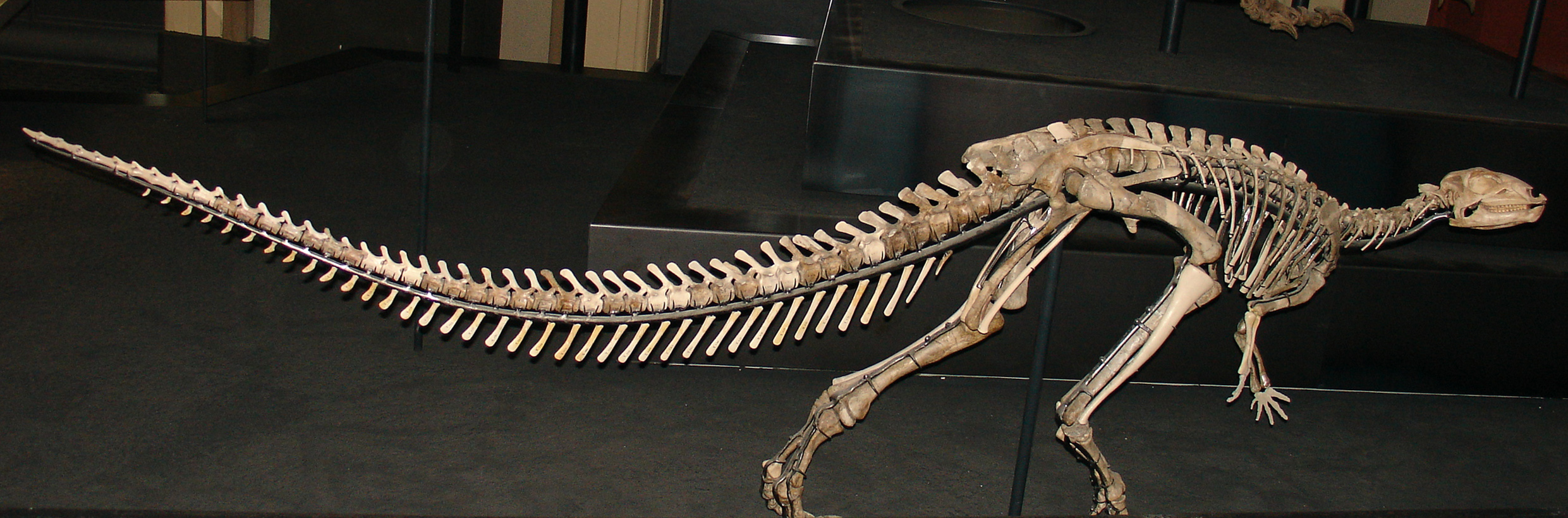
Szkielet w Muzeum Historii Naturalnej w Berlinie

Określenie maksymalnych rozmiarów Dysalotosaurus jest trudne, gdyż nawet największe z jego zachowanych kości nie należą do zwierząt, których wzrost już się zatrzymał (to samo dotyczy także blisko spokrewnionego Dryosaurus). Szkielet D. lettowvorbecki wystawiony w Muzeum Historii Naturalnej w Berlinie, powstały ze złożenia kości kilku różnych osobników, ma długość 2,28 m i wysokość 1,13 m; Maier (2003) podaje, że znane są też kości osobników o jedną trzecią większych od berlińskiego szkieletu. Galton (1977) na podstawie szkieletu z berlińskiego Muzeum szacował długość D. lettowvorbecki na ok. 2,5 m. Witzmann i współpracownicy (2008) szacowali długość Dysalotosaurus na od 2 do 4 metrów, zaś Hübner (2007) podał, że znane kości D. lettowvorbecki należały do osobników o długości od 0,7 do 5 metrów. Ponad połowa długości ciała przypadała na ogon. Heinrich, Ruff i Weishampel (1993) oszacowali masę dorosłego D. lettowvorbecki na ok. 70 kg; Hübner (2011) badając koniec dalszy kości udowej oznaczony MB.R.2144, należący do jednego z największych znanych osobników, oszacował masę zwierzęcia na 116,53 kg.
Dzięki licznym odkrytym skamieniałościom D. lettowvorbecki znane są niemal wszystkie kości, z których zbudowany był jego szkielet. Odkryte kości należą do osobników w różnym wieku, co umożliwia stwierdzenie, jakie zmiany zachodziły w szkielecie Dysalotosaurus w toku procesu ontogenezy. Wiadomo np., że u młodych przedstawicieli D. lettowvorbecki szwy czaszki były otwarte albo przynajmniej wyraźnie widoczne; nawet szwy między kośćmi puszki mózgowej są co najmniej widoczne pod mikroskopem (z wyjątkiem szwu łączącego kość bocznopotyliczną – exoccipitale – z kością zauszną – opisthoticum). Z wiekiem następowało zasklepienie szwów – przy czym wydaje się, że w pierwszej kolejności zasklepiały się szwy łączące kości bocznopolityczne i zauszną, w dalszej kolejności szwy między kośćmi podstawy czaszki (kością potyliczną podstawową – basioccipitale, kością klinową podstawową – basisphenoid i kością przyklinową – parasphenoid), kością nadpotyliczną (supraoccipitale) i kością ciemieniową oraz pozostałymi kośćmi puszki mózgowej; prawdopodobnie ostatnimi kośćmi, których szwy się zasklepiały, były kości klinowe boczne (laterosphenoids). Młode zwierzęta z gatunku D. lettowvorbecki cechowały się ponadto bardzo dużymi w stosunku do wielkości całej czaszki oczodołami; w toku wzrostu zwierzęcia następowało proporcjonalne zmniejszenie się oczodołów. Zmiana ta pociągała za sobą także zmiany kształtu kości przylegających do oczodołów; np. tworząca część łuku oczodołowego wentralna (dolna) powierzchnia kości czołowej, która u osobników młodych jest wypukła, u starszych zwierząt jest bardziej spłaszczona. W toku wzrostu D. lettowvorbecki następowało również proporcjonalne wydłużenie czaszki, w tym szczególnie jej części przedoczodołowej. W szkielecie pozaczaszkowym D. lettowvorbecki w toku wzrostu zwierzęcia następowało zasklepienie szwów neurocentralnych (neurocentral sutures, łączących trzon kręgu z łukiem kręgu). Największe znane osobniki Dysalotosaurus miały już całkowicie zasklepione szwy neurocentralne na kręgach ogonowych, ale nie na pozostałych kręgach, co potwierdza, że nawet u tych osobników wzrost jeszcze się nie zakończył. Dowodzi to też, że u D. lettowvorbecki w pierwszej kolejności następowało zasklepienie się szwów neurocentralnych na kręgach ogonowych; prawdopodobnie im bliżej czaszki były położone kręgi, tym później zasklepiały się ich szwy neurocentralne. Zasklepianie się tych szwów zaczyna się od kręgów ogonowych, a kończy na kręgach szyjnych także u ornitopodów z rodzajów Hypsilophodon i Thescelosaurus, u tyreofora Scutellosaurus oraz u krokodyli, natomiast u ptaków i neoceratopsów proces ten przebiega w odwrotnym kierunku, zaczynając się od kręgów szyjnych; u zauropoda Camarasaurus proces zasklepiania się szwów zaczynał się od kręgów ogonowych, ale potem szwy zaczynały się od razu zasklepiać na kręgach szyjnych, w rezultacie czego w ostatniej kolejności następowało ich zasklepienie na kręgach grzbietowych.

## Paleobiologia

### Rozwój

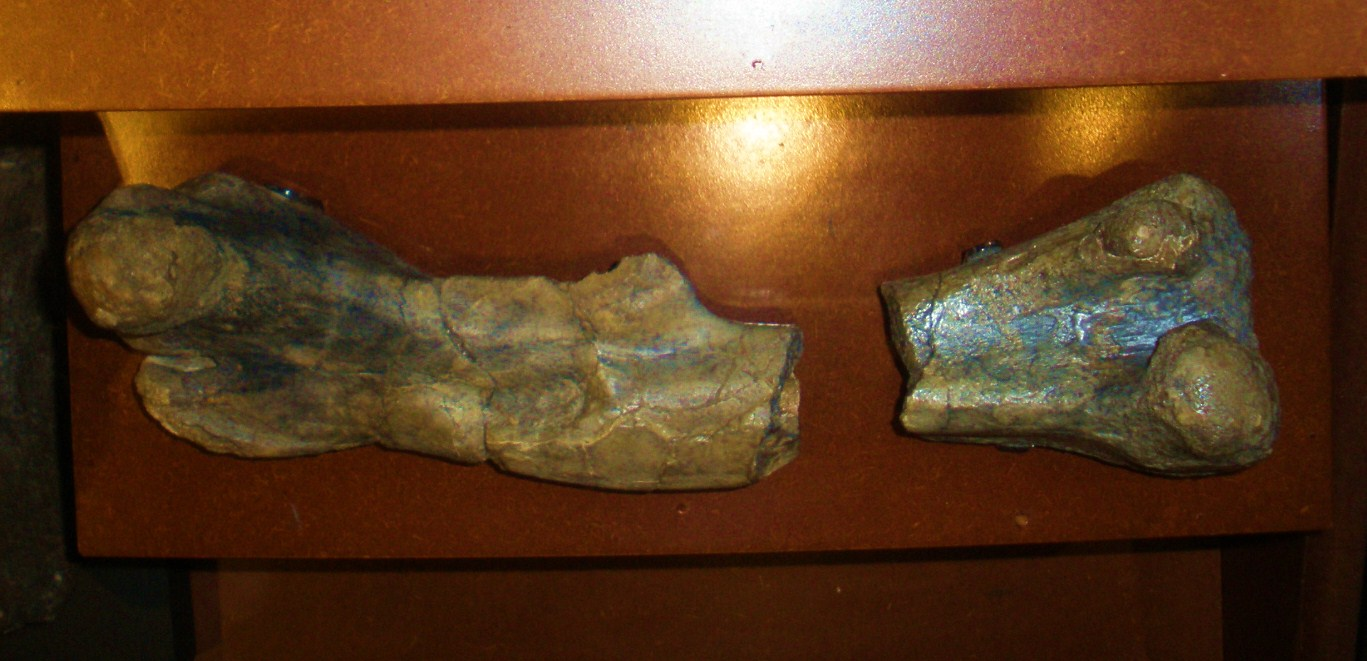
Kość Dysalotosaurus w Muzeum Historii Naturalnej w Londynie

Heinrich, Ruff i Weishampel (1993) zwrócili uwagę na różnice w budowie kości udowej występujące między młodymi osobnikami D. lettowvorbecki (o długości kości udowej wynoszącej do ok. 150 mm) a osobnikami starszymi (kość udowa o długości od ok. 180 mm); kości osobników starszych cechowały się większą odpornością na zginanie oraz większą o ok. 33% objętością warstwy korowej kości. Autorzy nie zaobserwowali stałego zwiększania wymienionych wartości przez cały okres wzrostu D. lettowvorbecki; ich gwałtowne zwiększenie następowało jedynie w okresie, w którym długość kości udowej zwiększała się od 150 do 180 mm. W opinii autorów przyczyną zmian budowy kości udowej mogła być następująca w toku wzrostu Dysalotosaurus zmiana sposobu poruszania się, przy czym młode osobniki, u których długość kości udowej nie przekraczała 150 mm, miałyby być czworonożne, a osobniki starsze – dwunożne. Autorzy zakładali (w oparciu o porównania ze szkieletami młodych osobników dwóch innych ornitopodów – Orodromeus makelai i Maiasaura peeblesorum), że młode osobniki D. lettowvorbecki miały głowy znacznie większe w stosunku do wielkości całego ciała niż osobniki dorosłe; w rezultacie środek ciężkości ciała młodych osobników byłby położony znacznie bliżej czaszki niż u osobników dorosłych, co dodatkowo wymuszałoby zachowanie pozycji czworonożnej. Autorzy obliczyli, że jeśli tempo wzrostu Dysalotosaurus było porównywalne z tempem wzrostu ptaków zagniazdowników lub gniazdowników, to prawdopodobnie przejście od pozycji czworonożnej do dwunożnej następowało w ciągu 5 miesięcy od wyklucia z jaja; jeśli natomiast ich tempo wzrostu było bliższe występującemu u współczesnych gadów, to zwierzę przechodziło do dwunożnej postawy kilka lat po wykluciu, a proces ten nie miał gwałtownego charakteru, lecz był rozciągnięty w czasie. Z badań Hübnera (2011) wynika, że tempo wzrostu D. lettowvorbecki było bliższe gadziemu niż ptasiemu; kość udowa osiągała 150 mm długości, gdy zwierzę miało ok. 4,8 lat, a 180 mm długości – w wieku 6,8 lat. Hübner kwestionuje też założenie Heinricha i współpracowników o posiadaniu proporcjonalnie dużej głowy przez młode osobniki D. lettowvorbecki, wskazując, że czaszka opisanego w 1994 r. przez Kennetha Carpentera młodego osobnika należącego do blisko spokrewnionego gatunku Dryosaurus altus nie była tak duża. Autor wskazuje też, że niektóre cechy budowy ciała młodych D. lettowvorbecki, np. proporcjonalnie dłuższe niż u osobników dorosłych stopy (zapewniające lepszą przyczepność do podłoża w czasie chodu i biegu) wskazują, że i one były dwunożne; zdaniem Hübnera Dysalotosaurus najprawdopodobniej był zwierzęciem dwunożnym przez całe życie. Ze względu na to, że kości młodych D. lettowvorbecki były smuklejsze i lżej zbudowane niż kości osobników dorosłych, młode mogły być nawet lepiej przystosowane do szybkiego biegu niż dorośli przedstawiciele gatunku.
Nie są znane skamieniałe jaja ani kości świeżo wyklutych osobników Dysalotosaurus; jednak budowa kości najmłodszych znanych przedstawicieli D. lettowvorbecki (m.in. fakt, że nawet u tych osobników kości długie, zwłaszcza kości kończyn tylnych, miały już skostniałe i dobrze rozwinięte końce stawowe oraz kostne wyrostki) sugeruje, że dinozaury te były zagniazdownikami. Badania kości D. lettowvorbecki sugerują, że przez pierwsze 6 lat życia rósł on w umiarkowanym tempie, nie osiągając do końca tego okresu nawet masy 20 kg. W następnych latach wzrost przyspieszał, około 14. roku życia zwierzęcia osiągając tempo porównywalne z tempem wzrostu torbaczy; szybszy wzrost trwał właśnie mniej więcej do 14. roku życia, gdy Dysalotosaurus osiągał masę ok. 60 kg. W następnych latach tempo wzrostu stopniowo spadało, prawdopodobnie zatrzymując się prawie całkowicie w trzeciej dekadzie życia dinozaura. W przekroju poprzecznym pięciu największych zachowanych kości udowych D. lettowvorbecki widoczne jest stosunkowo ostre przejście między wewnętrzną częścią kości, z widocznymi śladami po występujących na przemian okresach szybszego i wolniejszego wzrostu, a częścią zewnętrzną, rosnącą w bardziej stałym tempie. Przejście od przerywanego do stałego wzrostu następowało mniej więcej w wieku 10 lat i według Hübnera (2011, 2012) prawdopodobnie wiązało się z osiągnięciem przez D. lettowvorbecki dojrzałości płciowej; oznaczałoby to, że Dysalotosaurus, podobnie jak szereg innych nieptasich dinozaurów, osiągał dojrzałość płciową przed osiągnięciem maksymalnych rozmiarów ciała.
Zdaniem Chinsamy (1995) budowa zachowanych kości Dysalotosaurus dowodzi, że w okresie wzrostu dinozaur ten rósł bez przerwy; Hübner (2011, 2012) odkrył jednak w kościach niektórych przedstawicieli D. lettowvorbecki nieliczne linie zatrzymanego wzrostu. Najrzadziej występują one w kościach udowych; nieco liczniejsze są w kościach piszczelowych i wyrostkach przedłonowych, zaś najczęściej występują w kościach ramiennych. Linie te nie są pomocne przy szacowaniu wieku konkretnych przedstawicieli D. lettowvorbecki, gdyż nie ma dowodów na to, by powstawały one w regularnych odstępach czasu. Według Hübnera liczba linii zatrzymanego wzrostu w kościach nie zależała od wieku i wielkości zwierzęcia; zdarzało się np. że u średniej wielkości osobników D. lettowvorbecki występowała jedna linia zatrzymanego wzrostu w kości udowej, zaś duże osobniki nie miały w tej kości ani jednej linii. Różni to Dysalotosaurus od wielu innych dinozaurów, w tym teropodów, bazalnych lub niewielkich zauropodomorfów oraz niektórych dinozaurów ptasiomiednicznych, u których pojawianie się linii zatrzymanego wzrostu w kościach było regułą i następowało w regularnych odstępach czasu. Według Hübnera tempo wzrostu D. lettowvorbecki było różne u różnych osobników i prawdopodobnie zależało (podobnie jak wystąpienie zatrzymania wzrostu) od takich czynników, jak urazy i choroby danych osobników czy też wystąpienie okresów utrudnionego dostępu do pokarmu w związku np. z długą suszą.

### Tryb życia i zmysły
Janensch (1914) zinterpretował dwa skupiska kości wielkiej liczby przedstawicieli gatunku D. lettowvorbecki będących w chwili śmierci w różnym wieku jako rezultat jednoczesnej, nagłej śmierci wszystkich członków pojedynczego stada tych dinozaurów. Hipoteza ta została skrytykowana przez późniejszych autorów. Russell i współpracownicy (1980) uznali za bardziej prawdopodobne, że przedstawiciele gatunku D. lettowvorbecki, których kości odkryto w Tendaguru, zginęli w rezultacie wyjątkowo długiej suszy; według tych autorów dinozaury te licznie zgromadziły się na niewielkim obszarze, gdzie mogły jeszcze znaleźć jakąś roślinność, ogołociły z niej teren i – nie mogąc już znaleźć pożywienia – stopniowo wymarły z głodu i wyczerpania. Z kolei Hübner (2011) uznał za bardziej prawdopodobną sugerowaną przez Janenscha nagłą śmierć pojedynczego stada D. lettowvorbecki. Jego zdaniem przesłanką wskazującą na taką śmierć tych dinozaurów jest m.in. fakt, że większość skamieniałości z kamieniołomu Ig/WJ należy właśnie do przedstawicieli gatunku D. lettowvorbecki; inne znane skupiska kości dinozaurów, w których większość lub wszystkie kości należą do przedstawicieli jednego gatunku, są zwykle interpretowane jako pozostałość po nagłej śmierci całego stada. Inną przesłankę stanowi fakt, że choć Dysalotosaurus jest znany z wielkiej liczby skamieniałości, to wszystkie one odkryte zostały tylko w jednym kamieniołomie; różni go to od innych dinozaurów, których skamieniałości odkryto w osadach formacji Tendaguru (np. skamieniałości kentrozaurów odkryto w ok. 30 różnych miejscach na obszarze tej formacji). Nie jest pewne, dlaczego skamieniałości D. lettowvorbecki, w odróżnieniu od innych dinozaurów, nie odkryto nigdzie poza kamieniołomem Ig/WJ. Hübner spekuluje, że być może większe dinozaury, takie jak kentrozaury czy zauropody, częściej grzęzły i ginęły w bagnach, co nie groziło lżej zbudowanemu Dysalotosaurus (a nawet jeśli jacyś przedstawiciele D. lettowvorbecki ginęli w innych miejscach, ich kości łatwiej ulegały zniszczeniu niż kości większych dinozaurów) lub też po prostu stada D. lettowvorbecki rzadko odwiedzały nadmorskie równiny, które w późnej jurze znajdowały się na obszarze, gdzie obecnie znajduje się formacja Tendaguru. Zdaniem Hübnera takie nagromadzenie w jednym miejscu kości dinozaura, którego skamieniałości nie odkryto nigdzie indziej na obszarze formacji Tendaguru, wskazuje, że jego prawdopodobną przyczyną była jednoczesna śmierć całego stada w wyniku jakiegoś nagłego zdarzenia; według tego autora najprawdopodobniej stado D. lettowvorbecki utonęło zaskoczone przez falę, gdy znajdowało się nad morzem w kanale pływowym.
Większość znanych skamieniałości D. lettowvorbecki należy bądź do osobników młodych, które nie osiągnęły jeszcze dojrzałości płciowej, bądź też do dużych osobników dorosłych. Brak znanych jaj i kości świeżo wyklutych piskląt sugeruje, że stado D. lettowvorbecki zginęło z dala od swoich terenów lęgowych. Niewiele jest skamieniałości osobników średniej wielkości, które dojrzewały lub osiągnęły dojrzałość płciową na krótko przed śmiercią. Jeśli skupiska kości z kamieniołomu Ig/WJ to faktycznie pozostałość po jednym stadzie D. lettowvorbecki, to niewielka liczba dojrzewających osobników żyjących w tym stadzie w dniu jego zagłady może dowodzić wysokiej śmiertelności osobników w tym wieku lub opuszczania przez nie stada. Hübner (2011) wskazuje, że wysoka śmiertelność dojrzewających osobników, głównie samców, występuje też u niektórych gatunków współczesnych kopytnych. Wynika ona z tego, że dojrzewające samce opuszczają stado lub są przepędzane ze stada przez starsze samce, w rezultacie czego tracą one ochronę ze strony stada i łatwiej padają łupem drapieżników. Także u dojrzewających samic ssaków kopytnych występuje wyższa od przeciętnej śmiertelność spowodowana m.in. konkurencją ze strony starszych samic. Według Hübnera niewielka liczba dojrzewających przedstawicieli gatunku D. lettowvorbecki w stadzie mogła mieć podobne przyczyny; oznaczałoby to, że zachowania społeczne Dysalotosaurus do pewnego stopnia przypominały zachowania społeczne współczesnych ssaków kopytnych.
Na podstawie tomografii komputerowej puszki mózgowej stwierdzono, że wszystkie trzy kanały półkoliste Dysalotosaurus były w przybliżeniu tej samej długości; boczny był nieznacznie dłuższy, a tylny – nieznacznie krótszy od pozostałych. Na tej podstawie ustalono, że w pozycji niespoczynkowej Dysalotosaurus trzymał pysk nachylony ku górze pod kątem około 17°, co jest cechą dość rzadko spotykaną. Podobnie jak u zauropodów, ślimak był względnie krótki (9,67 mm z 36 mm podstawy czaszki), co wskazuje, że zakres najlepszej słyszalności wynosił około 3500 Hz (od 350 do 3850 Hz). Krótki ślimak i brak otworów pneumatycznych w puszce mózgowej sugerują, że Dysalotosaurus miał problemy z rozróżnianiem dźwięków o wysokiej i niskiej częstotliwości. Kształt mózgu ulegał znacznym zmianom w trakcie rozwoju zwierzęcia – część odpowiadająca za węch znacznie się wydłużała, zmniejszały się zakręty śródmózgowiowy (flexura mesencephalica) i mostowy, a powiększał móżdżek.
W trzonie kręgu okazu MB.R.1336 w 2011 roku opisano ślady wirusowej choroby Pageta.